# شاوات
شاوات (به ازبکی: Shovot) یک منطقهٔ مسکونی در ازبکستان است که در شهرستان شاوات واقع شده‌است. شاوات ۱۵٬۸۰۰ نفر جمعیت دارد.